# Filip Karađorđević
 (juin 2013).
Si vous disposez d'ouvrages ou d'articles de référence ou si vous connaissez des sites web de qualité traitant du thème abordé ici, merci de compléter l'article en donnant les références utiles à sa vérifiabilité et en les liant à la section « Notes et références ».
Titre
Prince héréditaire de Serbie
(revendiqué)
Depuis le 27 avril 2022
(2 ans, 10 mois et 15 jours)
Le prince Filip Karađorđević (en serbe cyrillique, Филип Карађорђевић ; prononcé [filip kâradʑoːrdʑeʋitɕ]), né le 15 janvier 1982 à Vienna (États-Unis), est deuxième fils du prince Alexandre, éphémère prince héritier de la monarchie yougoslave en 1945, et de la princesse Maria da Glória d’Orléans-Bragance. Il a un frère jumeau, Aleksandar.
Petit-fils du roi Pierre II, dernier roi de Yougoslavie, Filip est considéré par certains monarchistes comme étant l’actuel prince héréditaire de Serbie, à la suite de la renonciation, le 27 avril 2022, de son frère aîné Petar, puisqu’il est par ordre de primogéniture mâle le deuxième à la succession de son père, chef de la maison royale de Serbie depuis 1970.

## Biographie

### Mariage et postérité
Le 7 octobre 2017, le prince Filip épouse, à Belgrade, Danica Marinković (née le 17 août 1986), artiste plasticienne, fille du célèbre peintre impressionniste serbe, Milan Marinković. Le couple a deux enfants :
- le prince Stefan (né à Belgrade le 25 février 2018) ;
- la princesse Marija (née le 5 novembre 2023).

### Successions et affiliations aux maisons royales européennes
Le prince Filip apparaît dans l’ordre de succession au trône britannique, en tant que descendant du duc Alfred Ier de Saxe-Cobourg et Gotha (1844-1900), quatrième enfant de la reine Victoria du Royaume-Uni, et compte tenu de l’Acte de naturalisation de la princesse Sophie et de sa descendance.
En lignée matrilinéaire pure, le prince Filip est un descendant de la reine de France Marie Leszczyńska (issu de la 10e génération), ce qui l’apparente à toutes les branches royales et princières de la maison de Bourbon : l'ancienne branche aînée (par Louise-Élisabeth de France, duchesse de Parme), la nouvelle branche aînée (par Marie-Isabelle d’Espagne, reine des Deux-Siciles), la branche sicilienne (par Marie-Christine des Deux-Siciles), la branche parmesane (par Marie-Louise de Parme, reine d’Espagne), la branche orléanaise (par Marie-Isabelle d’Orléans, comtesse de Paris) et enfin par la branche brésilienne (par sa mère née princesse d’Orléans-Bragance).
Filip appartient par les lignées patrilinéaire et matrilinéaire de sa grand-mère Alexandra de Yougoslavie (1921-1993), née princesse de Grèce et de Danemark, à la maison royale de Grèce d’une part, et à la dynastie des Comnène d’autre part via la reine Olga, de la maison impériale de Russie.

## Titulature
- 15 janvier 1982 - 27 avril 2022 : Son Altesse Royale le prince Filip Karađorđević ;
- depuis le 27 avril 2022 : Son Altesse Royale le prince héréditaire de Serbie.

Alors que son père le prince Alexandre continue depuis 1945 à utiliser la titulature qu’il a légalement reçue à sa naissance (même depuis qu’il est l’aîné de la maison Karageorgevitch), à savoir celle de prince héritier de Yougoslavie (ou prince royal), le prince Filip porte depuis sa naissance le titre de prince de Yougoslavie, avec le prédicat d’altesse royale. Pour se distinguer de son père, il est également titré prince héréditaire [de Serbie] à la renonciation de son frère aîné Petar..

### Sources
- (en) Cet article est partiellement ou en totalité issu de l’article de Wikipédia en anglais intitulé « Peter, Hereditary Prince of Yugoslavia » (voir la liste des auteurs).
- Chantal de Badts de Cugnac et Guy Coutant de Saisseval, Le Petit Gotha, Paris, Éditions Le Petit Gotha, coll. « Petit Gotha », 2002 (1re éd. 1993), 989 p. (ISBN 2-9507974-3-1), p. 865 et seq. (section « Maison royale de Yougoslavie »)

### Une de magazine
- (fr) « Baptême de Pierre de Yougoslavie » dans Point de vue n° 1671 du 8 août 1980